# Умаризал (микрорегион)

Умаризал на карте.

Умаризал (порт. Microrregião de Umarizal) — микрорегион в Бразилии, входит в штат Риу-Гранди-ду-Норти. Составная часть мезорегиона Запад штата Риу-Гранди-ду-Норти. 
Население составляет 	64 984	 человека (на 2010 год). Площадь — 	1621,113	 км². Плотность населения — 	40,09	 чел./км².

## Демография
Согласно сведениям, собранным в ходе переписи 2010 г. Национальным институтом географии и статистики (IBGE), население микрорегиона составляет:						
| Полное население                             | Полное население                             | Полное население                             | Полное население                             | 64 984 |
| -------------------------------------------- | -------------------------------------------- | -------------------------------------------- | -------------------------------------------- | ------ |
| в том числе:                                 | Городское население                          | 45 362                                       | Процент городского населения, %              | 69,80  |
|                                              | Сельское население                           | 19 622                                       | Процент сельского населения, %               | 30,20  |
|                                              | Мужское население                            | 32 371                                       | Процент мужского населения, %                | 49,81  |
|                                              | Женское население                            | 32 613                                       | Процент женского населения, %                | 50,19  |
| Плотность населения, чел/км²                 | Плотность населения, чел/км²                 | Плотность населения, чел/км²                 | Плотность населения, чел/км²                 | 40,09  |
| Население микрорегиона в % к населению штата | Население микрорегиона в % к населению штата | Население микрорегиона в % к населению штата | Население микрорегиона в % к населению штата | 2,05   |

## Статистика
- Валовой внутренний продукт на 2003 год составляет 139 282 900,00 реалов (данные: Бразильский институт географии и статистики).
- Валовой внутренний продукт на душу населения на 2003 год составляет 2205,97 реалов (данные: Бразильский институт географии и статистики).
- Индекс развития человеческого потенциала на 2000 год составляет 0,651 (данные: Программа развития ООН).

## Состав микрорегиона
В составе микрорегиона включены следующие муниципалитеты:
1. Алмину-Афонсу
2. Антониу-Мартинс
3. Фрутуозу-Гомис
4. Жуан-Диас
5. Лукресия
6. Мартинс
7. Олью-д’Агуа-ду-Боржис
8. Пату
9. Рафаэл-Годейру
10. Серринья-дус-Пинтус
11. Умаризал